# Marcello Albani
Marcello Albani (New York, 3 maggio 1905 – San Paolo, 1º gennaio 1980) è stato un regista, sceneggiatore e produttore cinematografico italiano.

## Biografia
Iniziò a lavorare nel 1936, scrivendo la sceneggiatura del film Amazzoni bianche di Gennaro Righelli.
Nel 1940 debuttò come regista con il film Il bazar delle idee, a cui seguirono Boccaccio (1940), Divieto di sosta (1941), Redenzione (1943) e L'ultimo sogno (1946).
Dopo la fine della seconda guerra mondiale, la sua dichiarata fedeltà al regime fascista lo tagliò fuori dagli ambienti cinematografici, e la sua attività si limitò alla collaborazione ai progetti della moglie Maria Basaglia: nel 1953 Sua Altezza ha detto: no! e nel 1956 Sangue di zingara.
Trascorse gli ultimi anni della propria vita in America del sud e morì a San Paolo in Brasile nel 1980.

## Filmografia

### Autore
- Sua altezza ha detto: no!, regia di Maria Basaglia (1953)
- Sangue di zingara, regia di Maria Basaglia (1956)

### Sceneggiatura
- Amazzoni bianche, regia di Gennaro Righelli (1936)
- Papà Lebonnard, regia di Jean de Limur (1939)
- Il bazar delle idee (1940)
- Boccaccio (1940)
- Divieto di sosta (1941)
- Redenzione (1943)
- L'ultimo sogno (1946)

### Regista
- Il bazar delle idee (1940)
- Boccaccio (1940)
- Divieto di sosta (1941)
- Redenzione (1943)
- L'ultimo sogno (1946)

### Direttore artistico
- Ultima giovinezza, regia di Jeff Musso (1939)
- Dernière jeunesse, regia di Jeff Musso (1939)

### Montatore
- L'ultimo sogno (1946)
- Sua altezza ha detto: no!, regia di Maria Basaglia (1953)

### Produttore
- O Pão Que o Diabo Amassou, regia di Maria Basaglia (1957)
- Macumba na Alta, regia di Maria Basaglia (1958)